# Hódi
Hódi (szlovákul: Hody) Galánta városrésze Szlovákiában, a Nagyszombati kerület Galántai járásában.

## Fekvése
Galántától 3 km-re északnyugatra fekszik.

## Története
1291-ben említik először. Kastélyát 1672-ben Andrássy Miklós örökségeként említik. Az 1860-as években az Eszterházy család lett a birtokosa.
Vályi András szerint "HODI. Tót falu Posony Várm. földes Ura G. Batthyáni Uraság, lakosai katolikusok, fekszik Galantához 1/4 mértföldnyire, mellynek filiája, ’s az Uraságnak kastéllyával jelesíttetik, határja két nyomásra van osztva, van erdeje, és réttye, eladásra is jó módgya,"
Fényes Elek szerint "Hodi, tót falu, Pozson vmegyében, Galantha mellett: 224 kath., 3 evang., 20 zsidó lak., s egy kastélylyal. Ut. p. Szered."
1960-ban Galántához csatolták.

## Népessége
1880-ban 259 szlovák és 28 magyar anyanyelvű lakosa volt.
1890-ben 253 szlovák és 74 magyar anyanyelvű lakosa volt.
1900-ban 148 szlovák és 243 magyar anyanyelvű lakosa volt.
1910-ben 432 lakosából 245 szlovák és 187 magyar anyanyelvű lakosa volt.
1921-ben 331 csehszlovák és 121 magyar lakosa volt.
1930-ban 457 csehszlovák és 56 magyar lakosa volt.
1941-ben 357 szlovák és 242 magyar lakosa volt.

## Nevezetességei
- Kastélya a 17. században épült, 1780-ban klasszicista stílusban építették át. Ma a szalézi rend tulajdonában van.

## Külső hivatkozások
- Galánta város hivatalos oldala
- Hódi Szlovákia térképén